# Alessandro Covi
Alessandro Covi   (Borgomanero, 28 de setembre de 1998) és un ciclista italià, professional des del 2019. Actualment corre per l'UCI WorldTeam UAE Team Emirates. En el seu palmarès destaca la victòria a la Volta a Múrcia del 2022 i, sobretot, una etapa al Giro d'Itàlia del 2022.

## Palmarès
- 2015
  - Vencedor d'una etapa als Tre Giorni Orobica
- 2016
  - 1r al Gran Premi Bati-Metallo
  - 1r a la Montichiari-Roncone
  - Vencedor d'una etapa al Tour del País de Vaud
  - Vencedor d'una etapa als Tre Giorni Orobica
- 2017
  - 1r a la Coppa Cicogna
  - 1r al Trofeu Gavardo Tecmor
- 2018
  - 1r al Gran Premi La Torre
  - 1r a la Coppa Cicogna
  - Vencedor de 2 etapes a la Volta al Bidasoa
  - Vencedor d'una etapa al Tour de l'Avenir
- 2019
  - 1r al Trofeu Almar
- 2021
  - 1r al Trittico Lombardo
- 2022
  - 1r a la Volta a Múrcia
  - Vencedor d'una etapa a la Volta a Andalusia
  - Vencedor d'una etapa al Giro d'Itàlia
- 2025
  - Vencedor d'una etapa al Giro dels Abruços
  - Vencedor d'una etapa a la Volta a Astúries

### Resultats al Giro d'Itàlia
- 2021. 38è de la classificació general
- 2022. 45è de la classificació general. Vencedor d'una etapa
- 2023. No surt (12a etapa)